# عمر برادلي (سياسي)
عمر برادلي (بالإنجليزية: Omar Bradley)‏ هو سياسي أمريكي، ولد في 9 مايو 1958.